# Генератор с мостом Вина

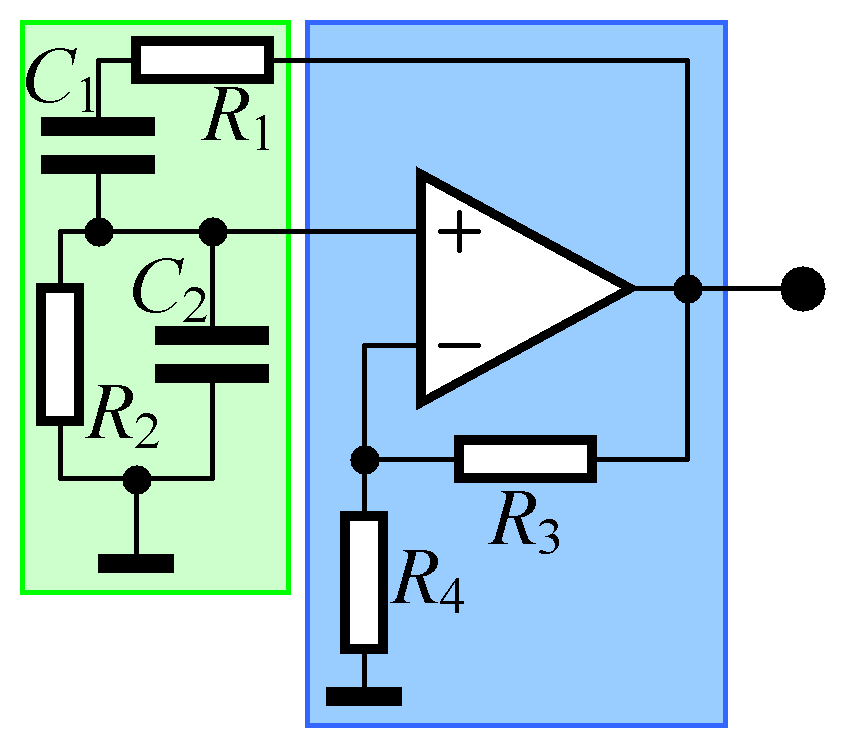
Электрическая схема генератора с мостом Вина.
Полосовой резистивно-ёмкостной фильтр выделен зелёным цветом который совместно с резисторами образует мост Вина.
В качестве активного элемента применён операционный усилитель, вход которого включён в диагональ моста Вина.
В этой схеме

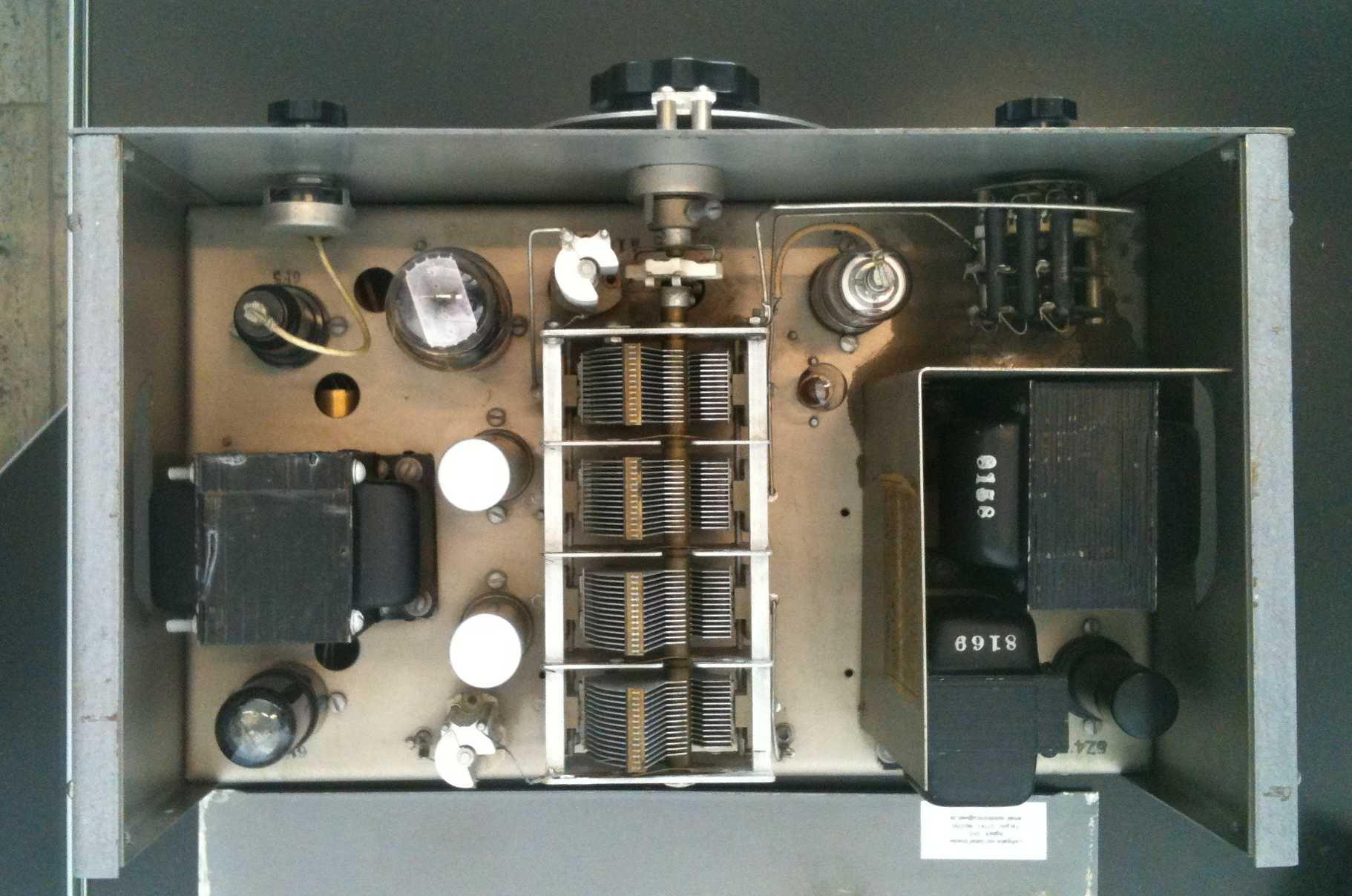
Генератор синусоидального напряжения модели Hewlett-Packard HP200A
- В центре рисунка — четырёхсекционный конденсатор переменной ёмкости, которым перестраивается частота квазирезонанса моста Вина и, тем самым, частота генерируемого напряжения.

Генера́тор с мосто́м Ви́на — разновидность электронных генераторов синусоидальных колебаний.
Частотно-задающая часть этого генератора выполнена на ёмкостно-резистивном полосовом фильтре, впервые предложенном Максом Вином в 1891 году для измерения импедансов электрических цепей, и теперь называемом мостом Вина.
Генератор представляет собой электронный усилитель, охваченный частотнозависимой положительной обратной связью через мост Вина. При изменении параметров моста Вина генератор может генерировать напряжение в широком перестраиваемом диапазоне частот и генерирует синусоидальное напряжение с малыми отличиями от идеального синусоидального сигнала.

## История
Схемная электронная реализация генератора впервые изложена в диссертации Уильяма Хьюлетта на соискание степени магистра, защищённой им в 1939 г. в Стэнфордском университете.
Впоследствии Хьюлетт совместно с Дэвидом Паккардом основали фирму Хьюлетт-Паккард. Первым промышленным продуктом этой фирмы был прецизионный синусоидальный генератор HP200A с мостом Вина. Генератор HP200A был одним из первых серийно выпускаемых лабораторных генераторов синусоидального напряжения со столь низкими искажениями синусоиды.

## Принцип работы
Электрическую цепь, состоящую из соединённых по рисунку {\displaystyle R_{1},R_{2},C_{1},C_{2}}, обычно называют мостом Вина.
Если величины сопротивлений {\displaystyle R_{1}} и {\displaystyle R_{2}}, а также ёмкости {\displaystyle C_{1}} и {\displaystyle C_{2}} не слишком сильно разнятся, то такая цепь имеет сглаженный квазирезонанс, то есть коэффициент передачи напряжения от правого по схеме вывода {\displaystyle R_{1}} (входной сигнал) в точку соединения {\displaystyle C_{1},C_{2},R_{2}} (выходной сигнал) имеет максимум на некоторой частоте.
Наиболее простая формула для квазирезонансной частоты имеет место при равенствах:
{\displaystyle R_{1}=R_{2}=R} и {\displaystyle C_{1}=C_{2}=C,}
при этом частота квазирезонанса равна:
{\displaystyle f={\frac {1}{2\pi RC}}.}
На частоте квазирезонанса фазовый сдвиг выходного сигнала моста Вина относительно входного сигнала равен нулю, а модуль коэффициента передачи равен 1/3. Если включить в петле обратной связи, охватывающей вход и выход моста Вина, активный неинвертирующий усилительный элемент, в идеале не имеющий фазового сдвига, с коэффициентом передачи более 3, то в контуре возникнут нарастающие до бесконечности по амплитуде автоколебания, так как в этом контуре не выполняется критерий устойчивости для линейных систем.
Практически, в реальных генераторах амплитуда синусоидальных колебаний не нарастает до бесконечности, а устанавливается на некотором уровне, обусловленном нелинейными свойствами активного усилительного элемента, например, естественным ограничением питающего усилитель напряжения питания. При нелинейном ограничении амплитуды, форма изначально возникшего синусоидального напряжения при нарастании искажается, и, в конце концов, становится далёкой от синусоидальной, например, близкой к трапециедальной.
При коэффициенте передачи в контуре обратной связи менее 3 случайно возникшие колебания затухают, так как в этом случае система устойчива.
Таким образом, для поддержания синусоидальных колебаний с малыми отклонениями от синусоиды в этом генераторе необходимо, после установления колебаний с желаемой амплитудой, строго поддерживать коэффициент передачи по напряжению активного усилительного элемента точно равным 3.
В приведенной схеме примером в качестве активного усилительного элемента показан операционный усилитель (ОУ), включенный для генерируемого сигнала по схеме неинвертирующего усилителя. Коэффициент передачи по напряжению {\displaystyle K_{U}} неивертирующего усилителя на ОУ:
{\displaystyle K_{U}=1+R_{3}/R_{4}.}
Таким образом, устойчивая генерация синусоидального сигнала с малыми искажениями и без колебаний амплитуды обеспечивается при:
{\displaystyle R_{3}=2R_{4},}
частота генерируемого напряжения тогда будет равной квазирезонансной частоте моста Вина.
Приведенные соотношения справедливы для идеальных пассивных компонентов — резисторов и конденсаторов и идеальных активных усилительных элементов. Практически, основные отклонения от идеальности вносит усилитель, в основном из-за внутреннего фазового сдвига выходного сигнала относительно входного, нарастающего с ростом частоты. Поэтому на некоторой высокой частоте, «набегание» фазового сдвига превратит положительную обратную связь в отрицательную. Поэтому диапазон частот генерируемых колебаний ограничен сверху, практически, несколькими МГц.

## Стабилизация амплитуды и формы сигнала
Поддержание указанного соотношения сопротивлений резисторов {\displaystyle R_{3}} и {\displaystyle R_{4}} в практических схемах таких генераторов осуществляется введением зависимости сопротивления этих резисторов от амплитуды напряжения на них, то есть применением нелинейных резисторов.
В качестве нелинейных резисторов применяют термисторы с отрицательным коэффициентом термического сопротивления (ТКС) или металлические термосопротивления с положительным ТКС.
Сущность стабилизации соотношения сопротивлений состоит в снижении сопротивления {\displaystyle R_{3}} при увеличении амплитуды генерируемого напряжения, либо увеличении сопротивления {\displaystyle R_{4}} при увеличении амплитуды, либо, соответственно, наоборот, при уменьшении амплитуды.
Так как мощность, выделяемая в резисторе, пропорциональна квадрату действующего напряжения на нём, а установившаяся температура резистора пропорциональна мощности, для стабилизации амплитуды применяют {\displaystyle R_{3}} с отрицательным ТКС, — полупроводниковые термисторы, или {\displaystyle R_{4}} с положительным ТКС — например, лампы накаливания с вольфрамовым телом излучения.
Для проявления нелинейных свойств термозависимых резисторов с целью стабилизации амплитуды и формы генерируемого напряжения важно, чтобы установившаяся температура в них, вызванная прогревом протекающего через них тока, существенно превышала температуру окружающей среды. Также важно, для обеспечения малых искажений, чтобы собственная тепловая постоянная времени применённых термозависимых сопротивлений многократно превышала период генерируемого колебания. Дополнительное требование — работа активного усилительного элемента в пределах линейности его передаточной характеристики.
Помимо описанных популярных терморезистивных нелинейных обратных отрицательных связей в таких генераторах часто используются параметрические отрицательные обратные связи через двухполюсники с нелинейной вольт-амперной характеристикой, например, стабилитроны, или следящие системы авторегулирования амплитуды, где в качестве управляемых напряжением сопротивлений в контуре с обратной связью применяют полевые транзисторы и фоторезисторы оптопар.

## Применение
Традиционное применение таких генераторов — в качестве стандартных измерительных генераторов сигналов. Также в различных электронных устройствах, где не требуется высокая стабильность частоты при малых искажениях синусоидального сигнала.